# Чабановка (Одесская область)
Чабановка (укр. Чабанівка) — село, относится к Любашёвскому району Одесской области Украины.
Население по переписи 2001 года составляло 49 человек. Почтовый индекс — 66522. Телефонный код — 4864. Занимает площадь 0,448 км². Код КОАТУУ — 5123381406.

## Местный совет
66520, Одесская обл., Любашёвский р-н, с. Гвоздавка Вторая